# Club Rubio Ñu
El Club Rubio Ñu es un club de fútbol paraguayo, situado en el barrio Santísima Trinidad de la ciudad de Asunción. Fue fundado el 24 de agosto de 1913 por jóvenes soñadores menores de 18 años en honor a los niños mártires de Acosta Ñu, batalla ocurrida durante la Guerra de la Triple Alianza.
Su primera aparición en primera división se dio en el año 1927. Durante la Guerra del Chaco la entidad dejó de lado sus actividades para colaborar con la patria, retomando su curso una vez finalizada la contienda. En 2009 regresó a la División de Honor luego de 28 años de ausencia y se mantuvo en la máxima categoría hasta el 2017. Actualmente compite en la Segunda División de Paraguay (denominada oficialmente como la División Intermedia de Paraguay).
Su clásico rival es el Club Sportivo Trinidense, y el clásico que disputan es conocido como el Clásico de Santísima Trinidad o Clásico Trinidense, ya que los dos equipos están ubicados en el mismo distrito.

## Historia
El Club Rubio Ñu nació un 24 de agosto de 1913, en el barrio Santísima Trinidad, un barrio con mucha actividad deportiva y social, que fue creciendo físicamente y llegar con el tiempo a realizar enfrentamientos clásicos con el Sportivo Trinidense, equipo que en 2007 militó en Primera División. Fundado por un grupo de jóvenes soñadores, enamorados de la patria y todos menores de 18 años, años más tarde, se refunda con la fusión de dos populosos clubes barriales de Santísima Trinidad: “El Itá Ybaté” y “Flor de Mayo”. El albiverde en su principio fue protagonista en la Liga Centenario, el mismo año de su fundación (cuando hubo la disensión entre la Liga Paraguaya y algunos clubes).
El nombre del club y los colores de la casaca (albiverde) fueron escogidos como homenaje a los Niños Mártires de la Batalla de Acosta Ñu, que anteriormente se pensaba que dicha batalla ocurrió en una propiedad conocida como "Campo Rubio o Rubio Ñu", aunque años después se descubrió que en realidad sucedió a 10 km de allí en la propiedad de al lado conocida como "Campo Acosta o Acosta Ñu", nombre que al final se convirtió en el oficial para denominar a esta batalla. “El blanco”, simboliza la pureza y “el verde”, la esperanza.
En 1926 se coronaba campeón de la División Intermedia por primera vez, logrando su ascenso a la división principal. No obstante, bajó de nuevo al siguiente año por terminar 10° con 9 puntos tras las 18 fechas del campeonato.
Durante la contienda chaqueña, la entidad ñuense se llamó a silencio. Como otros pocos, sus dirigentes y atletas pasaron a conformar los cuadros de jefes, oficiales y tropas en el victorioso ejército en campaña.
En 1941 conquistó de nuevo el título de la División Intermedia, pero en esa época no había ascensos ni descensos, así que se mantuvo en la categoría. Pasados unos años, en 1954 es campeón de la "B" por tercera vez, pero el ascenso se le niega porque había muchos equipos y se disminuyeron los competidores. En 1961 otra vez sale campeón, pero no logra la promoción ante el Club Tembetary (último ese año en Primera), luego de vencer en el cotejo de ida 3-1, perder el de vuelta 1-2 y de nuevo el desempate por 1-3.
Finalmente en 1963 gana de manera invicta el torneo de la Segunda División (quinto título) y además doblega en la "promoción" al Sportivo Luqueño, penúltimo de la Primera, por 2-1 y 1-1. Ya en la máxima categoría, el club logra su mejor puesto hasta el momento, al ser 5° el mismo año de su regreso. Posteriormente, siguió jugando por unos años en la máxima categoría hasta que descendió en 1971, ganando en 1972 de un nuevo título de la Segunda, con lo cual regresó tras solo un año de ausencia. Se mantuvo por unos años en la Divisiónd de Honor, hasta que en 1980 acabó en último lugar.
En Primera llegó a ser gran protagonista, teniendo en su fila a jugadores de categoría, como Evaristo Heyn, Pastor Ortiz, Antonio González, Jovino Mendoza, Antonio Rodríguez, Guido Portillo, Salvador Cantero, Alcides Sosa, Valentín Mendoza: Pachanga, César Chávez, el recordado César Ortiz Aquino, quien fue reconocido por su padre y cambió de apellido cuando fue transferido al Club Cerro Porteño (además, ha llegado a trabajar en el Español de Barcelona en las inferiores, ahí donde también brilló como futbolista); Miguel Ángel Staple, Nelson (toto) Egert, Alberto Benítez, Nicolichia, Pedro Farías, el Puchi Martín Ruiz Díaz, un gran ex arquero y seleccionado nacional, hoy día vinculado al club como dirigente.
En 2008, logró su ascenso a la División de Honor después de 28 años (mayor tiempo que el club pasó fuera de esta categoría), al obtener el título de campeón de la División Intermedia por séptima vez en su historia.

## Actividades del Club
- Fútbol Profesional
- Fútbol Senior
- Fútbol Amateur
- Fútbol sala
- Escuela de Fútbol
- Pádel
- Fútbol de playa

## Estadísticas en Primera División
| Temporada     | PJ  | PG  | PE  | PP  | GF  | GC   | Puntos | Posición   |
| ------------- | --- | --- | --- | --- | --- | ---- | ------ | ---------- |
| 1927          | 18  | 5   | 3   | 10  | 28  | 33   | 13     | 10.º       |
| 1964          | 18  | 6   | 5   | 7   | 24  | 24   | 17     | 5.º        |
| 1965          | 16  | 4   | 6   | 6   | 23  | 23   | 14     | 6.º        |
| 1966          | 16  | 2   | 3   | 11  | 13  | 32   | 7      | 8.º        |
| 1967          | 24  | 5   | 9   | 10  | 21  | 32   | 19     | 6.º        |
| 1968          | 24  | 5   | 7   | 12  | 17  | 30   | 17     | 8.º        |
| 1969          | 18  | 3   | 4   | 11  | 13  | 28   | 10     | 9.º        |
| 1970          | 24  | 6   | 6   | 12  | 14  | 24   | 18     | 6.º        |
| 1971          | 18  | 4   | 6   | 8   | 14  | 22   | 14     | 10.º       |
| 1973          | 27  | 3   | 10  | 14  | 23  | 41   | 16     | 10.º       |
| 1974          | 26  | 6   | 8   | 12  | 28  | 42   | 20     | 8.º        |
| 1975          | 26  | 6   | 13  | 7   | 20  | 22   | 25     | 6.º        |
| 1976          | 26  | 1   | 12  | 13  | 17  | 39   | 14     | 9.º        |
| 1977          | 26  | 6   | 10  | 10  | 25  | 33   | 22     | 8.º        |
| 1978          | 26  | 8   | 8   | 10  | 30  | 31   | 24     | 9.º        |
| 1979          | 26  | 6   | 9   | 11  | 26  | 34   | 21     | 9.º        |
| 1980          | 26  | 2   | 4   | 20  | 16  | 46   | 8      | 10.º       |
| 2009          | 44  | 19  | 8   | 17  | 59  | 56   | 63     | 7.º Anual  |
| 2010          | 44  | 17  | 15  | 12  | 61  | 57   | 66     | 6.º Anual  |
| 2011          | 44  | 15  | 13  | 16  | 60  | 63   | 58     | 7.º Anual  |
| 2012          | 44  | 9   | 9   | 26  | 42  | 78   | 36     | 10.º Anual |
| 2013          | 44  | 12  | 14  | 18  | 52  | 61   | 50     | 9° Anual   |
| 2014          | 44  | 12  | 14  | 18  | 59  | 70   | 50     | 8° Anual   |
| 2015          | 44  | 11  | 15  | 18  | 56  | 65   | 48     | 8° Anual   |
| 2016          | 44  | 13  | 9   | 22  | 56  | 80   | 48     | 9.º Anual  |
| 2017          | 44  | 10  | 15  | 19  | 41  | 60   | 45     | 11.º Anual |
| 26 temporadas | 738 | 187 | 209 | 335 | 797 | 1069 | 650    |            |

## Resultados históricos por rival
Tabla actualizada al 21 de abril de 2009
| Clubes           | Pts | PJ | PG | PE | PP | GF | GC | Dif |
| Sol de América   | 46  | 38 | 12 | 10 | 17 | 46 | 51 | -6  |
| Olimpia          | 37  | 48 | 8  | 13 | 27 | 42 | 80 | -38 |
| Libertad         | 35  | 46 | 5  | 20 | 21 | 36 | 62 | -26 |
| Nacional         | 35  | 42 | 8  | 11 | 23 | 34 | 62 | -28 |
| Guaraní          | 34  | 44 | 8  | 10 | 26 | 30 | 57 | -27 |
| Sportivo Luqueño | 33  | 32 | 7  | 12 | 13 | 39 | 42 | -3  |
| Cerro Porteño    | 32  | 45 | 6  | 14 | 25 | 35 | 78 | -43 |
| 3 de Febrero     | 3   | 1  | 1  | 0  | 0  | 3  | 1  | +2  |
| 2 de Mayo        | 3   | 1  | 1  | 0  | 0  | 2  | 1  | +1  |
| 12 de Octubre    | 0   | 1  | 0  | 0  | 1  | 0  | 1  | -1  |

- Observación: desde 1994 se consideran tres puntos por victoria; antes se adjudicaban 2

## Jugadores

### Plantilla 2023
- En proceso 25 de julio de 2023

## Datos del club
- Actualizado el 26 de mayo del 2018

- Temporadas en 1.ª: 26[7]
- Temporadas en 2.ª: 64 [1923-1926, 1928-1963, 1981-2008, 2018-2024].
- Mejor puesto en 1.ª: 4° (2009-Cl).
- Peor puesto en 1.ª: Último.
- Campeonatos: 0
- Subcampeonatos: 0
- Dirección: Barrio Santísima Trinidad.
- Página Web: https://web.archive.org/web/20110504080655/http://clubrubionu.com.py/

## Palmarés

### Torneos nacionales
| Torneos nacionales oficiales | Torneos nacionales oficiales                        | Torneos nacionales oficiales |
| Competición                  | Títulos                                             | Subcampeonatos               |
| ---------------------------- | --------------------------------------------------- | ---------------------------- |
| Segunda División de Paraguay | 1926, 1941, 1954, 1961, 1963 (Invicto), 1972 , 2008 |                              |
| Tercera División de Paraguay | 1941 , 1942 , 2005                                  |                              |

| Torneos nacionales amistosos | Torneos nacionales amistosos | Torneos nacionales amistosos |
| Competición                  | Títulos                      | Subcampeonatos               |
| ---------------------------- | ---------------------------- | ---------------------------- |
| Copa Visión Banco            | 2010                         |                              |

### Distinciones
- Premios Guaraní - Mejor Equipo (1): 2009.[10]